# Antonio Campi

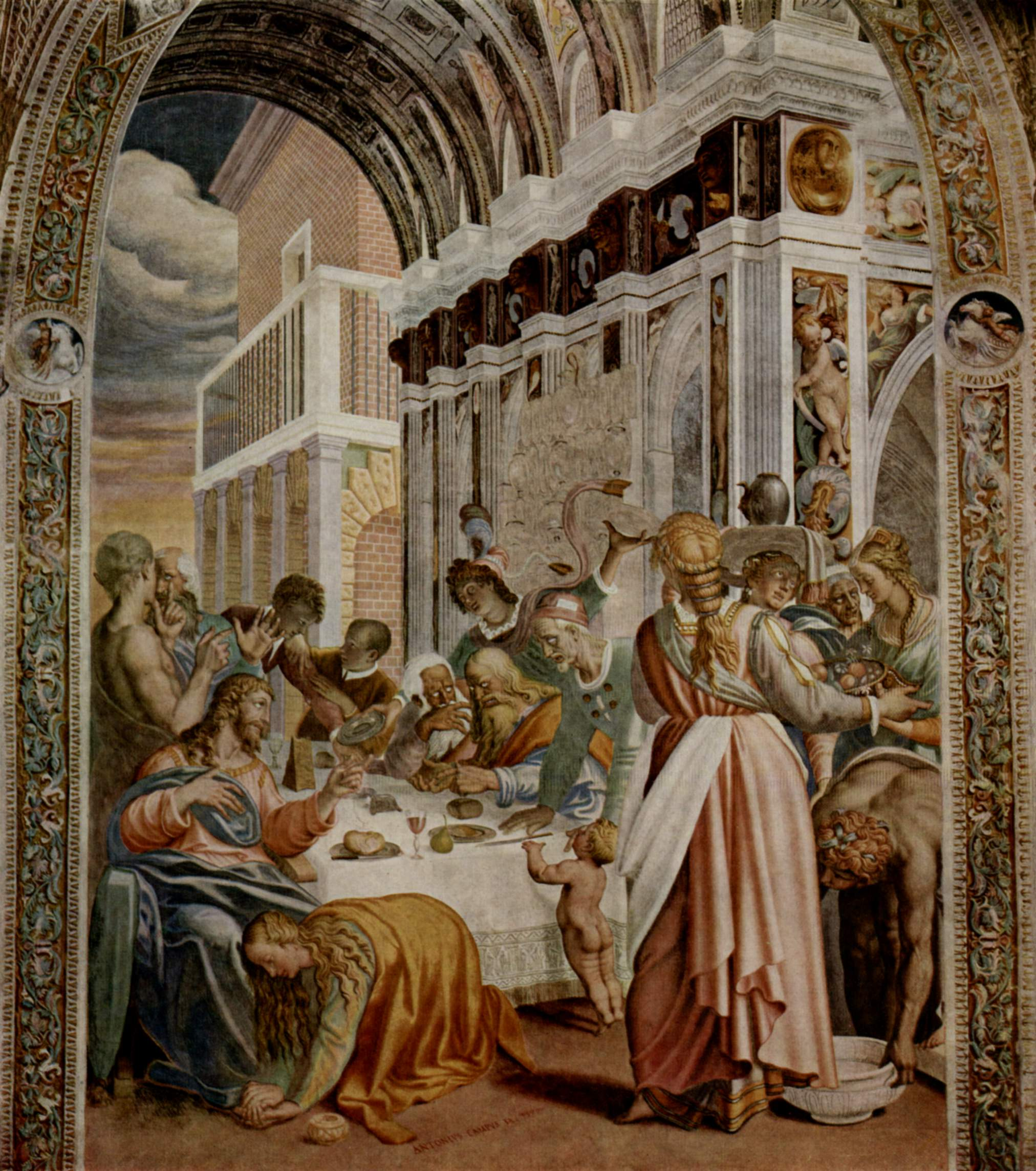
Fresc per Antonio Campi a l'església de San Sigismondo de Cremona.

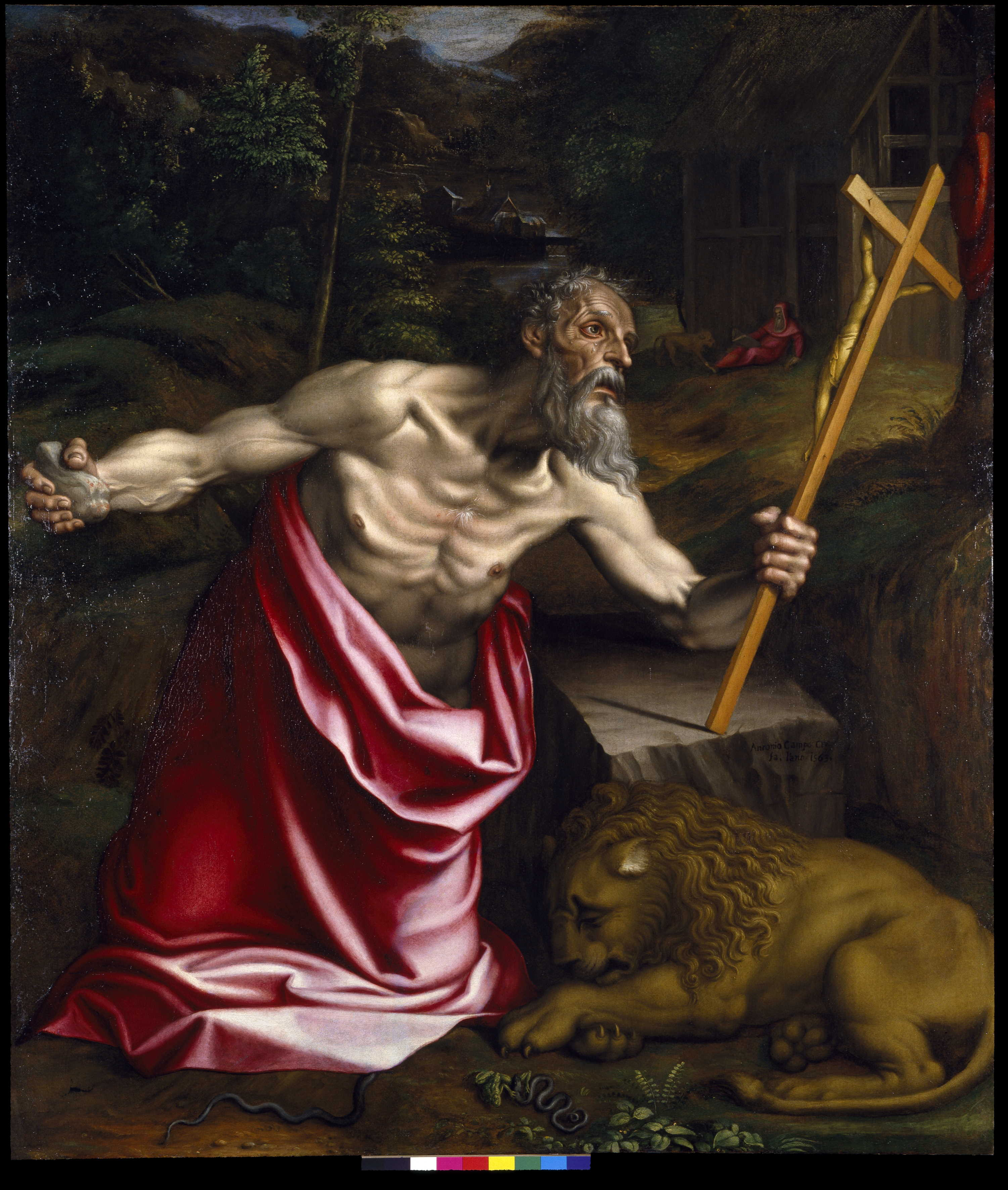
Sant Jeroni, signada i datada 1563, Milano, Altomani Coll.

Antonio Campi (Cremona, 1524 - 1587) va ser un pintor, historiador i arquitecte renaixentista italià. Fill de Galeazzo Campi i germà de Giulio Campi i Vincenzo Campi.

## Vida i obra
Probablement va ser alumne del seu germà gran, Giulio. Una de les primeres obres d'Antonio va ser la realització d'un retaule per a l'església de Sant'Ilario a Cremona amb data del 1546. Immediatament el seu estil va mostrar la influència no només de Giulio Romano i Parmigianino, sinó també de Francesco Primaticcio, com és evident en les pintures executades junt amb el seu germà Giulio per a la lògia de Brescia (1549). Va col·laborar, cap a l'any 1550 sempre amb Giulio, en la decoració del Palazzo Pallavicino a la Torre Pallavicina, realitzant refinades i acolorides pintures mitològiques.
Del seu primer viatge a Milà estan datades les obres de decoració de l'església de San Paolo Converso, amb una sèrie de frescs en el presbiteri (1564) i un retaule de la Resurrecció de Crist per Santa Maria presso San Celso. Va ser durant aquests anys que la pintura d'Antonio Campi va començar a caracteritzar-se pel to dramàtic i espectacular, que li va aconseguir la simpatia d'un adepte a la contrareforma com l'arquebisbe Carles Borromeo,per a qui va pintar diverses obres.
Va tornar a Cremona, on va pintar La pietat (1566) per a la catedral i la Degollació del Baptista per a l'església de San Sigismondo, una obra que ja mostra el clarobscur característic per marcar com una poderosa font de llum l'escena, d'acord amb Roberto Longhi va establir un precedent indispensable per a la pintura de Michelangelo Merisi da Caravaggio. Aquests anys van ser molt intensos i va realitzar constants obres, nombrosos frescs (sempre per a l'església de San Sigismondo i per a la de San Vittore de Meda) i pintura a l'oli com Sacra conversazione (Breda), Sant Jeroni (Museu del Prado, realitzat per a L'Escorial), la Degollació del Baptista per a San Paolo Converso i l'Adoració dels pastors per a Santa Maria della Croce a Crema.
Entre les obres destacades posteriors realitzades a Milà, es troben el tríptic per a l'església de San Marco (1577, conservat al petit museu annex a l'església) i les dues pintures de la capella Gallarati a Sant'Angelo (1583-1584), la tonalitat de les obres són quasi precaravaggesco i la decoració de la volta de l'església de San Paolo, amb una espectacular perspectiva, i les figures de Crist, la Mare de Déu i els Apòstols vists des d'una escenografia, quasi com una premonició de la pintura barroca, realitzada en col·laboració amb el seu germà Vincenzo.